# Valérie Létard
Valérie Létard (ur. 13 października 1962 w Orchies) – francuska polityk i samorządowiec, parlamentarzystka, sekretarz stanu (2007–2010), od 2024 minister.

## Życiorys
Córka Francisa Decourrière, polityka i działacza piłkarskiego. Z zawodu pracownik socjalny.
Zaangażowała się w działalność polityczną w ramach Unii na rzecz Demokracji Francuskiej. W 1998 i 2004 była wybierana do rady regionalnej Nord-Pas-de-Calais. W latach 2001–2004 pełniła funkcję zastępcy mera Valenciennes. Od 2001 do 2007 zasiadała we francuskim Senacie, od 2004 będąc wiceprzewodniczącą grupy centrystów.
W 2006 została zastępczynią przewodniczącego UDF François Bayrou. Rok później sprzeciwiła się jego koncepcjom pozostania w opozycji wobec Nicolasa Sarkozy’ego. W czerwcu 2007 przyjęła propozycję objęcia stanowiska sekretarza stanu ds. solidarności w rządzie François Fillona. W tym samym roku przystąpiła do Nowego Centrum, ugrupowania skupiającego działaczy UDF opowiadających się za współpracą z Unią na rzecz Ruchu Ludowego.
W 2008 Valérie Létard została pierwszym zastępcą mera Valenciennes, przewodniczącą aglomeracji miejskiej, a także wiceprzewodniczącą Nowego Centrum. W listopadzie 2010 odeszła z rządu, powróciła do pracy w Senacie, uzyskując reelekcję w 2011 i 2017. W 2016 została dodatkowo wiceprzewodniczącą rady regionalnej Hauts-de-France.
W 2024 uzyskała mandat deputowanej do Zgromadzenia Narodowego. We wrześniu tego samego roku objęła urząd ministra mieszkalnictwa i rewitalizacji miast w rządzie Michela Barniera. W grudniu 2024 została natomiast ministrem do spraw mieszkalnictwa (przy ministrze planowania terytorialnego i decentralizacji) w gabinecie François Bayrou.